# A Teixeira
A Teixeira là đô thị trong tỉnh Ourense, thuộc vùng Galicia ở tây bắc Tây Ban Nha.